# Meiwa (Gunma)
Meiwa (明和町 Meiwa-machi?) es un pueblo en la prefectura de Gunma, Japón, localizado en la parte central de la isla de Honshū, en la región de Kantō. El 1 de marzo de 2021 tenía una población estimada de 10 714 habitantes y una densidad de población de 546 personas por km².

## Geografía
Meiwa se encuentra en el extremo sureste de la prefectura de Gunma, en el norte de la llanura de Kantō y en la margen izquierda del río Tone, que lo separa de Saitama. Limita con la ciudad de Tatebayashi y los pueblos de Chiyoda e Itakura, así como con Hanyū y Gyōda en la prefectura de Saitama.

## Historia
Las villas de Sanuki, Umeshima y Chieda se crearon dentro del distrito de Ōra el 1 de abril de 1889. El 1 de marzo de 1955 las tres se fusionaron para formar la villa de Meiwa, que fue elevada al estatus de pueblo el 1 de octubre de 1998.

## Demografía
Según los datos del censo japonés, la población de Meiwa ha crecido en los últimos 50 años.
| Gráfica de evolución demográfica de Meiwa entre 1940 y 2015 |
|                                                             |
| Oficina de Estadística de Japón                             |